# Letov Š-2
Bei dem tschechischen Flugzeug Letov Š-2 handelt es sich um einen einmotorigen, zweisitzigen Doppeldecker, der zur militärischen Aufklärung eingesetzt wurde. Der Erstflug der Maschine fand im März 1921 statt. Die Konstruktion basiert auf der ebenfalls von Alois Šmolík geschaffenen Letov Šm-1. 

## Konstruktion
1921 suchte das Verteidigungsministerium nach einer Alternative für die ursprünglich verwendeten Hiero L-Motoren und fand diese in den reichlich vorhandenen, etwas leistungsstärkeren Maybach IVa. Zusätzlich dazu bestellte man auch 8 Flugzeuge, die einen BMW-Motor erhalten sollten, wozu es aber vorerst nicht kam (Sie erhielten ebenfalls Maybach-Motoren.). Die als Šm.2 bezeichneten Maschinen erhielten die Rumpfkennzeichen Š-M-1.29 bis Š-M-1.50 (wobei auch hier das M auf den verwendeten Motor verweist). Dem Einflieger Ježek zufolge verbesserte der neue Motor die Leistungen der Šm.1 nur unwesentlich, denn die Höchstgeschwindigkeit sank, während die Steiggeschwindigkeit stieg. Trotzdem entsprachen die Leistungen den Anforderungen der Militärs, und man bestellte weitere 40 Šm.2. Diese erhielten die Rumpfkennzeichen Š-M-2.1 bis Š-M-2.40. Die Fertigung wurde vom Verteidigungsministerium an die Firma Aero vergeben, die zu jenem Zeitpunkt über freie Kapazitäten verfügte. Aero lieferte bis Jahresende 9 Maschinen aus.
Die Maschine war ganz aus Holz gebaut, das mit Stoff bespannt wurde. Sie verfügte hinter dem Pilotensitz über einen Platz für einen Beobachter, der auch das schwenkbar angeordnete Maschinengewehr bediente.

## Bezeichnung
Die Unterscheidung zwischen Š-1 und Š-2 anhand der eingebauten Motoren wurde erst 1923 eingeführt. Die Exemplare mit dem Maybach-Motor ab der Werksnummer 28 wurden als Š-2 geführt.

## Š-2 im Museum
Im Luftfahrtmuseum Kbely ist die 1922 gebaute Š-2 mit der Seriennummer 44 ausgestellt.

## Militärische Nutzung
TschechoslowakeiTschechoslowakische Luftstreitkräfte

## Technische Daten
| Kenngröße             | Daten |
| --------------------- | --- |
| Besatzung             | 2 |
| Länge                 | 8,52 m |
| Spannweite            | 13,02 m |
| Höhe                  | 3,20 m |
| Flügelfläche          | 36,17 m² |
| Flächenbelastung      | 41,4 kg/m² |
| Leermasse             | 970 kg |
| max. Startmasse       | 1492 kg |
| Reisegeschwindigkeit  | 165 km/h |
| Höchstgeschwindigkeit | 190 km/h |
| Steigzeit             | 29,30 min auf 5000 m Höhe |
| Dienstgipfelhöhe      | 6500 m |
| Reichweite            | 667 km |
| Triebwerke            | 1 × 6-Zylinder-Reihenmotor Maybach Mb.IVa mit 194 kW (264 PS)                                                                                             |
| Bewaffnung            | 1 starres 7,7-mm-Vickersmaschinengewehr 2 bewegliche 7,7-mm-MGs auf einem Drehkranz am hinteren Beobachtersitz bis zu 250 kg Bomben unter den Tragflächen |